# Abu Ghalib Tammam ibn Alkama
Abū Ghālib Tammām ibn ʿAlḳama al-Thaḳafī, également translittéré Ibn ʿAlqama al-Thaqafī, né entre 720 et 728 et mort en 811, est un chef militaire arabe d’Al-Andalus lors de la création de l'Émirat de Cordoue.

## Biographie
Ibn Alḳama descendait d'un mawlā (affranchi) d'Abd al-Raḥman ibn Umm al-Ḥakam, gouverneur de Koufa en Irak en 678 sous le premier calife Omeyyade, Muʿawiya Ier. Il appartenait ainsi à la tribu de Thaḳīf et à la faction de Qaysites. 
Il arriva en al-Andalus en 741 avec l'avant-garde de l'armée syrienne de Balj ibn Bishr. Lorsque le prince Omeyyade Abd al-Raḥman Ier restaura la dynastie Omeyyade en al-Andalus en 755, Ibn Alḳama fut l'un des premiers à le rallier après que les agents des Omeyyade aient rencontré al-Ṣumayl ibn Ḥātim à Saragosse . Avec l'affranchi Badr, il sauva Abd al-Raḥman des Berbères en Afrique la même année. Il devint le premier ministre d'Abd al-Raḥman (Hadjib) avec le grade de caïd dans son armée. Aidé de Badr, il s'empara de la ville de Tolède en 764 et en devint gouverneur . Par la suite, il fut nommé gouverneur de Huesca, Tortosa et Tarazona. Son fils Ghālib lui succéda à Tolède, mais fut exécuté par le successeur d'Abd al-Raḥman, Hicham Ier, en 788. Cependant, Ibn ʿAlkama resta fidèle à la dynastie et reprit de l'importance sous Al-Hakam Ier (796-822). Il mourut en 811 à un âge très avancé. Son arrière-arrière-petit-fils, Tammam ibn Alḳama al-Thaḳafī, occupait également un poste important au service des Omeyyades.
Ibn Alḳama est la source la plus probable du récit de la période 741–788 de la chronique Akhbar majmu'a qui est la plus ancienne histoire d'al-Andalus en arabe. Cette section de l'Akhbar - qui n'a atteint sa forme définitive qu'au XIe siècle - est parfois appelée la « chronique syrienne ». Il fut témoin de la plupart des événements importants de cette période. Il laissa probablement des écrits, car il est cité comme témoin oculaire par Ibn Idhari  (al-Bayan al-mughrib) et par Aḥmad al-Razi.